# Калабрия
Кала́брия (на италиански: Calabria, на местен диалект: Calàbria, на гръцки: Καλαβρία, на грико: Calavrìa, Калаври́я; старо латинско име: Bruttium, Брутциум) e административен регион в Южна Италия с население – 2 009 124 жители (2008). Месинският пролив отделя региона от Сицилия (с минимална ширина 3,2 км.) На запад граничи с Тиренското море, на изток и на юг - с Йонийското море. Граничи на север с регион Апулия (който в миналото също е бил наричан Калабрия, докато по същото време сегашните земи на Калабрия са познати като Бритиус).

## История
Най-ранните останки от човешка дейност в областта са от епохата на Палеолита.
През 3 хилядолетие или през 2 хилядолетие пр.н.е. в района идват някои италийски племена. В южната част на Калабрия се установяват брутиите, и в северната и́ част - луканите.
През 8 век пр.н.е. местните крайбрежни зони са предмет на колонизация от древногръцки заселници, които основават редица полиси, част от колониите, известни като „Магна Греция“. Сред тях са Регион (гръцко име: Ρέγιον, латинско име: Rhegium, днес Реджо Калабрия) и Локрои Епизефириои (гръцко име: Λοκροὶ Επιζεφύριοι, латинско име: Locri Epizephirii, днес Локри) - на юг, както и Кротон (гръцко име: Κρότων, латинско име: Kroton, днес Кротоне) и Сибарис (гръцко име: Σύβαρις, латинско име: Sybaris) - на север.
Липсата на единство и разбирателство, между гръцките колонии води до чести войни помежду им и до постепенното им завземане от страна на италийците - северните колонии са завладени от луканите през 4 век пр.н.е., а през 3 век пр.н.е. целият регион попада под властта на римляните. Те наричат Калабрийския полуостров Брутиум (Bruttium, от името на племето брутии). Административен център на областта става  гръцкоезичният Региум (сега - Реджо Калабрия).
В епохата на разпада на Римската империя районът е разорен от готските нашествия, а впоследствие е засегнат и от Византийско-готски войни (535 – 553 г.). Под византийското управление районът е включен в състава на тема Сицилия. 
При нашествията на лонгобардите в Италия, Калабрия (вече под съвременното си име) остава византийска и когато Сицилия е превзета от арабите през 8 век, на тази територия е сформирана нова тема - Калабрия, но скоро икономиката й изпада в тежка криза. За да се защити от нападенията на мюсюлманите, по-голямата част от градското население се преселва в планините. Там то създава множество малки селища, а от големите градове по крайбрежията значително население запазва само Региум.
През цялото Средновековие, Калабрия е оспорвана между различни регионални сили, които се редуват да я управляват. През 1061 г. я превземат норманите, през 1443 г. - французите, през 1465 г. - испанците. 
Впоследствие Калабрия става част на Неаполитанското кралство и от Кралството на двете Сицилии.
В началото на 19. век е за известно време под френска власт - при опита на император Наполеон Бонапарт да създаде обединено Италианско кралство. 
В епохата Рисорджименто някои битки на Джузепе Гарибалди се водят в Калабрия; регионът е включен в новото единно Кралство Италия през 1861 г. 
На 28 декември 1908 г. град Реджо Калабрия и южната част на региона са унищожени от Месинското земетресение. 
След Втората световна война регион Калабрия е един от регионите на Италианската република (съвременната държава Италия).

## География
Регион Калабрия съвпада териториално с полуостров Калабрия, известен като Върхът на Ботуша (под Ботуш се разбира Апенинския полуостров, чиято форма е подобна на тази на обувката ботуш, както и изцяло се намиращата се на този полуостров континентална част на Италия - върхът е мястото, в което се побират пръстите на крака - носът на обувката). Дължината на полуостров Калабрия е около 250 км., ширината - от 40 до 100 км.
Заливите в Калабрия (често наречени на селища със съответното име) са:
- Сибари, част от Тарентския залив; свързан с историята на разрушения град Сибарис.
- Джоя Тауро, морски курорт на брега на Тиренско море.
- Поликастро, на тиренския бряг, (отчасти се простира и в Кампания и Базиликата)
- Сант'Еуфемия, на тиренския бряг;
- Скуилаче, на брега на Йонийско море;

Има и два малки острова, на тиренския бряг:
- Дино, срещу градчето Прая а Маре;
- Чирела, срещу едноименното селище, в община Диаманте.

49,2% на калабрийската територия е хълмиста и планинска. Планините (41,7% на територията) са:
- Южната част на Масив Полино (Massiccio del Pollino), на северната граница с Базиликата.
- Орсомарсо (Orsomarso) и Крайбрежната верига (Catena Costiera) на северозапад, в провинция Козенца;
- Сила (Sila), широко плато от Козенца до Катандзаро;
- Сере Калабрези (Serre Calabresi), група планини, която се простират от Катандзаро до Вибо Валентия, чийто най-висок връх е Пекораро (1.420 м);
- Аспромонте (Aspromonte), планинска верига в южния район, с най-високия връх на региона Монталто (друго име: Кокуца – 1.955 м).

Равнините са малки (9% на територията). Най-важните са (често свързани с местните заливи):
- на тиренския бряг:
  - Скалеа,
  - Сант'Еуфемия,
  - Джоя Тауро (най-широка)
- на йонийския бряг:
  - Равнина Сибари,
  - Кротонска равнина
  - Локри.

### Хидрография
Калабрийските реки са особено малки, с нередовно течение през годината, тъй като Калабрийският полуостров е много тесен и планините се намират близо до моретата. Най-дългите реки са Крати (Crati) и Нето (Neto), които, както и по-малките реки Трионто (Trionto), Тачина (Tacina) и Кораче (Corace), се вливат в Йонийско море. Други по-значителни реки са Амато (Amato), Муконе (Mucone) и Савуто (Savuto), които се вливат в Тиренското море. Всички тези реки, освен Крати, извират от платото Сила. Река Лао (Lao) извира от Масива Полино и тече към тиренския бряг. Другите реки са много къси и течението им е много нередовно. Същевременно в регион Калабрия има много язовири, особено на платото Сила. Най-важните са Амполино (Ampollino), Арво (Arvo), Чечита (Cecita) и Анджитола (Angitola).

### Климат
Калабрийският климат е подчертано средиземноморски. Йонийският бряг е по-сух и по-неплодороден от тирениския. На бреговете температура не е по-ниска от 10 °C през зимата и не е по-висока от 40 °C през лятото. Във вътрешните планини райони климатът е планински, зимата е студена и снежна, а лятото е прохладно.

## Административно деление
Регионът се поделя на 5 провинции и 409 общини.
| Провинция                                                         | Площ (км²)                              | Население (души)                                  | Гъстота (души./км²)                     | Общини (№)                |
| - Вибо Валентия - Катандзаро - Козенца - Кротоне - Реджо Калабрия | - 1.139 - 2.391 - 6.650 - 1.717 - 3.183 | - 167.513 - 367.976 - 733.628 - 173.300 - 566.884 | - 147,1 - 153,9 - 110,3 - 100,9 - 178,1 | - 50 - 86 - 155 - 27 - 97 |
| - Общо                                                            | - 15.082                                | - 2 009 124                                       | - 133,2                                 | - 409                     |

## Население
Населението на региона е 2 009 124 души през 2006 г., от което 51.242 са чужденци (1,3%). Провинция Козенца е най-широка, а провинция Реджо Калабрия е най-населена. Населението на главните общини на Калабрия е :
|   | Община           | Провинция | Жители (2008) |
| - | ---------------- | --------- | ------------- |
| 1 | Реджо Калабрия   | RC        | 186.333       |
| 2 | Катандзаро       | CZ        | 93.403        |
| 3 | Ламеция Терме    | CZ        | 70.968        |
| 4 | Козенца          | CS        | 69.632        |
| 5 | Кротоне          | KR        | 61.341        |
| 6 | Кориляно Калабро | CS        | 40.211        |
| 7 | Росано           | CS        | 38.045        |
| 8 | Ренде            | CS        | 35.281        |
| 9 | Вибо Валентия    | VV        | 33.748        |

### Езикови малцинства
В регион Калабрия съществуват някои езикови малцинства:
- Албанското общество в 33 общини в провинциите Катандзаро, Козенца и Кротоне
- Окситанското общество в селото Гуардия Пиемонтезе
- Гръцкото общество в няколко общини на провинция Реджо Калабрия, където се говори особен диалект на гръцкия език, наречен грико.

## Икономика
Градът с най-високия БВП на човек е Катандзаро, а с най-нисък - Кротоне. 
Земеделието в Калабрия е силно развито, особено - отглеждането на маслини (на второ място в Италия по маслинено производство, след Пулия), на лозя и на цитрусови плодове. Най-важният земеделски търг се намира в Катандзаро. 
Отглеждат се и овце и кози в планинските райони. Риболовът е много силно развит.
В районите около Кротоне, Вибо Валентия и Реджо Калабрия се намират нефтохимически, машиностроителни и химически заводи. 
Летният туризъм е много важен отрасъл, особено на йонийския бряг - в провинция Катандзаро, в провинция Вибо Валентия и на тиренския бряг - в провинция Реджо Калабрия и провинция Козенца. Зимният туризъм е развит на платото Сила.

### Икономически данни
Това е таблица с регионалния брутен вътрешен продукт и БВП на човек за Калабрия от 2000 до 2006 г.:
|                                        | 2000     | 2001     | 2002     | 2003     | 2004     | 2005     | 2006     |
| -------------------------------------- | -------- | -------- | -------- | -------- | -------- | -------- | -------- |
| Брутен вътрешен продукт (милиона Евро) | 26.344,4 | 27.680   | 28.574,7 | 29.685,4 | 31.073,3 | 31.616,7 | 32.507,7 |
| БВП на човек (Евро)                    | 13.019,9 | 13.742,4 | 14.226,9 | 14.773,2 | 15.457   | 15.754,8 | 16.244,1 |

Това е таблица с БВП на Калабрия през 2006 г., разделен според главните икономически дейности:
| Икономически дейности                                 | БВП (милиона Евро) | % от регионалния БВП | % от италианския БВП |
| Земеделие и риболов                                   | € 1.341,2          | 4,13%                | 1,84%                |
| Промишленост                                          | € 2.851,8          | 8,77%                | 18,30%               |
| Строителство                                          | € 2.013,3          | 6,19%                | 5,41%                |
| Търговия, туризъм, транспорт и комуникация            | € 6.301,6          | 19,39%               | 20,54%               |
| Финансово посредничество, дейности за недвижими имоти | € 6.856,6          | 21,09%               | 24,17%               |
| Други служби                                          | € 9.408,7          | 28,94%               | 18,97%               |
| ДДС и косвени данъци                                  | € 3.734,5          | 11,49%               | 10,76%               |
| Общ БВП на Калабрия                                   | € 32.507,7         |                      |                      |

Това е таблица с годишния БВП на човек за всяка калабрийска провинция през 2006 г.:
| Провинция      | Годишен БВП на човек (Евро) |
| -------------- | --------------------------- |
| Катандзаро     | 16.321                      |
| Козенца        | 15.790                      |
| Реджо Калабрия | 14.902                      |
| Вибо Валентия  | 14.331                      |
| Кротоне        | 12.192                      |

## Побратимени градове
- Аман, Йордания

## Галерия
- Църква на брега на курорта Тропеа
- Селище Пентедатило
- Селище Шила със замък
- Калабрия от Сицилия, в Месинския пролив